# Alin Toader
Alin Toader, né le 4 décembre 2004, est un coureur cycliste roumain.

## Biographie
Alin Toader est formé dans un club cycliste de Ploiești. En 2020, il devient champion de Roumanie sur route cadets,. Il se classe également troisième de la course en ligne de son championnat national chez les juniors en 2021. L'année suivante, il représente son pays aux championnats d'Europe juniors, qui ont lieu à Anadia. Il effectue ensuite ses débuts dans la catégorie des espoirs en 2023. 
En 2024, il remporte la première étape puis le classement général d'In the footsteps of the Romans. Il s'agit de ses premières victoires acquises sur une compétition inscrite au calendrier de l'UCI.

## Palmarès
- 2020
  -  Champion de Roumanie sur route cadets
- 2021
  - 3e du championnat de Roumanie sur route juniors
- 2024
  - In the footsteps of the Romans :
    - Classement général
    - 1re étape